# Isao Takahata
Isao Takahata (高畑 勲 Takahata Isao?) (Ise, 29 de octubre de 1935-Tokio, 5 de abril de 2018) fue un director, productor y guionista de películas y series de animación japonesa. Fundó, junto con su amigo Hayao Miyazaki, los estudios Ghibli. Sus obras más reconocidas fueron las series para televisión Heidi, la niña de los Alpes (1974) y Marco (1976), y los largometrajes La tumba de las luciérnagas (1988), Recuerdos del ayer (1991) y El cuento de la princesa Kaguya (2013), a la postre su última película, que fue nominada a un Óscar en la categoría de mejor película de animación en los 87.º Premios Óscar.

## Biografía
Takahata asistió a la Universidad de Tokio, donde se graduó en literatura francesa. Fue la película Le Roi et l'Oiseau del animador francés Paul Grimault lo que le llamó la atención por sus posibilidades y decidió dedicarse al mundo de la animación. Takahata inició su carrera en los estudios de Toei Animation como ayudante de dirección, donde dirigió su primera película, Las aventuras de Hols: Príncipe del sol —Taiyou no Ouji Horusu no Daibouken, 1968—, en la que también participó Miyazaki.
Entre 1974 y 1978, también con la intervención de Miyazaki, trabajó en Nippon Animation para World Masterpiece Theater, series de animación para la televisión basadas en clásicos de la literatura infantil y juvenil. La primera obra fue Heidi, la niña de los Alpes (1974). Revolucionaria por su concepción reposada y costumbrista, lejos de las series de animación de la época con tramas de acción y fantasía, la obra fue un sorprendente éxito mundial.[cita requerida]
Después Takahata dirigió otras dos series de pareja calidad e importancia: Marco (De los Apeninos a los Andes) y  Ana de las Tejas Verdes.
Más tarde, él y Miyazaki se independizaron y fundaron Studio Ghibli en 1985, en la cual Takahata ha dirigido cinco películas: La tumba de las luciérnagas (1988), considerada una de las obras maestras del cine animado japonés,Recuerdos del ayer (1991), Pompoko (1994), Mis vecinos los Yamada, (1999) y El cuento de la princesa Kaguya (2013), película basada en el cuento popular japonés El cortador de bambú (Taketori Monogatari).
También participó en otros roles (principalmente como productor) en Nausicaä del Valle del Viento (1984), El castillo en el cielo (1986), y Majo no Takkyūbin (Kiki: entregas a domicilio en Hispanoamérica y Nicky, la aprendiz de bruja en España, 1989), dirigidas por Hayao Miyazaki.
Simpatizante comunista y pacifista, estuvo especialmente comprometido con la oposición al primer ministro nacionalista Shinzo Abe y sus planes de rearmar Japón y participar en teatros de operaciones extranjeros. En 2011, tras la catástrofe de Fukushima, se mostró crítico con la energía nuclear.
Murió el 5 de abril de 2018 a la edad de 82 años debido a un cáncer de pulmón.

## Obra

### Televisión
- Lupin III (ルパン三世, Rupan Sansei, 1971).
- Heidi, la niña de los Alpes (アルプスの少女ハイジ, Arupusu no Shōjo Haiji, 1974).
- Marco (母をたずねて三千里, Haha wo tazunete sanzenri, 1976).
- Ana de las Tejas Verdes (赤毛のアン , Akage no an, "Ana del cabello rojo", 1979).
- Jarinko Chie (1981-1983)

### Filmografía
- Las aventuras de Horus, Príncipe del Sol (Taiyou no Ouji Horusu no Daibouken, 1968).
- La Aventura de Panda y sus Amigos (パンダ・コパンダ, Panda Kopanda, 1972).
- Jarinko Chie (1981)
- Goshu, el violoncelista (セロ弾きのゴーシュ, Sero Hiki no Gōshu, 1982).
- La historia de los canales de Yanagawa (Yanagawa horiwari monogatari, 1987, Documental)
- La tumba de las luciérnagas (Hotaru no haka, 1988).
- Recuerdos del ayer (Omohide Poro Poro, 1991).
- Pompoko (Heisei Tanuki Gassen Ponpoko, 1994).
- Mis vecinos los Yamada (ホーホケキョ となりの山田くん, Hō-ho-ke-kyo Tonari no Yamada-kun, 1999).
- El cuento de la princesa Kaguya '(かぐや姫の物語, 2013).

Como productor
- Nausicaä del Valle del Viento (風の谷のナウシカ, Kaze no tani no Naushika, 1984)
- El castillo en el cielo (天空の城ラピュタ, Tenku no shiro Rapyuta, 1986).
- Majo no Takkyūbin (Kiki: entregas a domicilio en Hispanoamérica Nicky, la aprendiz de bruja en España, 魔女の宅急便, Majo no takkyubin, 1989).

## Premios y distinciones
Premios Óscar
| Año  | Categoría                   | Película                        | Resultado |
| ---- | --------------------------- | ------------------------------- | --------- |
| 2015 | Mejor Película de Animación | El cuento de la princesa Kaguya | Nominado  |